# Sandön (vid Hasselö, Borgå)
Sandön är en ö i Finland. Den ligger i Finska viken och i kommunen Borgå i landskapet Nyland, i den södra delen av landet. Ön ligger omkring 58 kilometer öster om Helsingfors.
Öns area är 17,5 hektar och dess största längd är 1,5 kilometer i nord-sydlig riktning.